# 白夜祭
白夜祭は、サンクトペテルブルクやパリ、その他の都市で行われている祭典である。

## サンクトペテルブルク
サンクトペテルブルクの白夜祭（en:White Nights Festival）では、1993年からマリインスキー劇場でオペラ、バレエ、コンサートなどを含む「白夜の星音楽祭」（ロシア語: Музыкальный фестиваль «Звезды белых ночей»）が開かれている。そのほか、「アルイェ・パルサー」（ロシア語: Алые паруса）など、市内各地で様々な催しが行われている。

## パリ

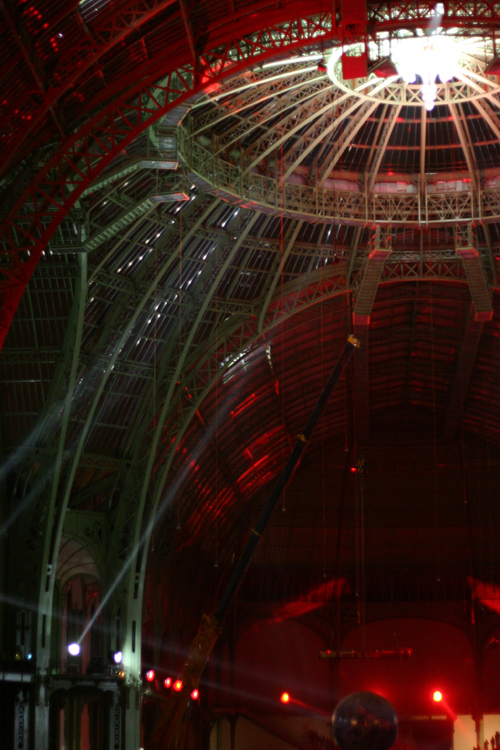
2005年・白夜祭のグラン・パレ (Grand Palais) での一コマ

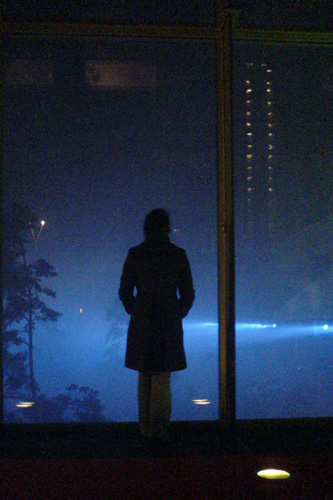
2006年・白夜祭の国立フランソワ・ミッテラン図書館 (Bibliothèque nationale de France) での一コマ

パリの白夜祭（ニュイ・ブランシュ、Nuit Blanche, 2002年10月 - ）はパリ市内で毎年10月の最初の土曜日か日曜日に夜通しで行われる文化的な祭。2002年から開催されている。パリ中で夜19時頃から明け方までコンサートなど文化的な催しが行われ、パリ市庁舎も一夜、市民に解放される。パリ市助役のクリストフ・ジラールが発案し、ベルトラン・ドラノエ市長の下で実現した。

## 日本
日本では2011年から京都、2014年から稚内で行われている。